# زيزي مصطفى (راقصة)
زيزي مصطفى (20 نوفمبر 1943)، هي ممثلة وراقصة شرقية مصرية.

## عن حياتها
أدت عدد من الأدوار في السينما المصرية مثل دورها في فيلم واحدة بواحدة مع عادل إمام وميرفت أمين. زيزي مصطفى هي والدة النجمة السينمائية المصرية الشابة منة شلبي وشقيقة زوجها هي الإعلامية بوسي شلبي. ظهرت في دور أم البطلة في فيلم وش إجرام. وابتعدت عن الرقص الشرقي.

## أعمالها

### الأفلام
- بين القصرين (1964)
- حواء والقرد (1968)
- نشال رغم أنفه (1969)
- سوق الحريم (1969)
- حرامي الورقة (1970)
- لا لا يا حبيبي
- غروب وشروق
- زوجتي والكلب (1972)
- أختي
- الكدابين الثلاثة
- ثم تشرق الشمس
- ولد وبنت والشيطان (1972)
- امرأة للحب (1974)
- المهم الحب
- ملوك الضحك (1975)
- الدموع الساخنة (1976)
- دائرة الانتقام (فيلم)
- بنات إبليس (1984)
- مين فينا الحرامي (1984)
- واحدة بواحدة (1984)
- الطاغية (1985)
- خدعتني امرأة (1979)
- 1980: عمل إيه الحب في بابا.
- الحلال يكسب (1985)
- وش إجرام (2006)
- 2001: لحظات حب

### مسلسلات تليفزيونية
- المغامرون الخمسة (1972)

### الإنتاج
- بنات إبليس (1984)

## وصلات خارجية
زيزي مصطفى على موقع قاعدة بيانات الأفلام العربية